# Вулиця Освицька
Ву́лиця Осви́цька — вулиця у Сихівському районі міста Львова, в місцевості Сихів. Сполучає львівську вулицю Гориня з вулицею Лісною, що належить до села Зубра.

## Назва та забудова
Вулиця отримала свою назву у 1990 році від колишнього Освицького гаю, в межах якого вона прокладена. 
Забудова — переважно дев'ятиповерхова 1980—1990-х, п'ятиповерхова 2000-х років, нова індивідуальна забудова. 
Під № 4 розташований костел святого Архангела Михаїла, споруджений у 2008—2018 роках. 29 вересня 2018 року відбулися урочисті заходи з посвячення новозбудованого храму, які очолили архієпископ-митрополит Львівський Мечислав Мокшицький та митрополит Катовицький Віктор Скворц. Храм належить парафії святого Архангела Михаїла Львівської Архідієцезії РКЦ, що була заснована 1910 року у тоді ще підміському селі Зубра. 1996 року парафія була зареєстрована. Нині до парафії належать вірні РКЦ Сихова, сіл Зубри та Пасік-Зубрицьких.